# Okandžije
Okandžije (cyr. Оканџије) – wieś w Bośni i Hercegowinie, w Republice Serbskiej, w gminie Mrkonjić Grad. W 2013 roku liczyła 48 mieszkańców.